# Гленв'ю (Іллінойс)
Гленв'ю (англ. Glenview) — селище (англ. village) в США, в окрузі Кук штату Іллінойс. Населення — 48 705 осіб (2020).

## Географія
Гленв'ю розташований за координатами 42°5′6″ пн. ш. 87°49′37″ зх. д. / 42.08500° пн. ш. 87.82694° зх. д. (42.084886, -87.826848).  За даними Бюро перепису населення США в 2010 році селище мало площу 36,23 км², з яких 36,13 км² — суходіл та 0,11 км² — водойми.

### Клімат
| Клімат : Гленв'ю        | Клімат : Гленв'ю | Клімат : Гленв'ю | Клімат : Гленв'ю | Клімат : Гленв'ю | Клімат : Гленв'ю | Клімат : Гленв'ю | Клімат : Гленв'ю | Клімат : Гленв'ю | Клімат : Гленв'ю | Клімат : Гленв'ю | Клімат : Гленв'ю | Клімат : Гленв'ю | Клімат : Гленв'ю |
| Показник                | Січ.             | Лют.             | Бер.             | Квіт.            | Трав.            | Черв.            | Лип.             | Серп.            | Вер.             | Жовт.            | Лист.            | Груд.            | Рік              |
| Абсолютний максимум, °C | 18,3             | 24,4             | 30,0             | 32,8             | 34,4             | 40,0             | 39,4             | 39,4             | 36,1             | 30,6             | 24,4             | 19,4             | 40,0             |
| Середній максимум, °C   | 0,0              | 2,8              | 8,3              | 15,6             | 22,2             | 27,2             | 30,0             | 28,3             | 24,4             | 17,8             | 10,6             | 2,8              | 15,9             |
| Середній мінімум, °C    | −8,3             | −6,1             | −1,1             | 5,0              | 10,6             | 15,6             | 18,9             | 18,3             | 13,9             | 7,2              | 1,7              | −5               | 5,9              |
| Абсолютний мінімум, °C  | −31,7            | −25,6            | −18,3            | −11,7            | −1,1             | 4,4              | 5,0              | 7,2              | 0,6              | −9,4             | −20,6            | −28,3            | −31,7            |
| Норма опадів, мм        | 51               | 47               | 68               | 90               | 85               | 105              | 105              | 126              | 84               | 65               | 85               | 57               | 968              |
| ----------------------- | ---------------- | ---------------- | ---------------- | ---------------- | ---------------- | ---------------- | ---------------- | ---------------- | ---------------- | ---------------- | ---------------- | ---------------- | ---------------- |
| Джерело: Bing Weather   |                  |                  |                  |                  |                  |                  |                  |                  |                  |                  |                  |                  |                  |

## Демографія
Згідно з переписом 2010 року, у селищі мешкали 44 692 особи в 16 783 домогосподарствах у складі 12 309 родин. Густота населення становила 1233 особи/км².  Було 17746 помешкань (490/км²).
Расовий склад населення:
| - 83,2 % — білих - 12,5 % — азіатів - 1,0 % — чорних або афроамериканців - 0,1 % — вихідців з тихоокеанських островів - 0,1 % — корінних американців - 1,5 % — осіб інших рас |

До двох чи більше рас належало 1,6 %. Частка іспаномовних становила 5,8 % від усіх жителів.
За віковим діапазоном населення розподілялося таким чином: 24,6 % — особи молодші 18 років, 55,7 % — особи у віці 18—64 років, 19,7 % — особи у віці 65 років та старші. Медіана віку мешканця становила 45,5 року. На 100 осіб жіночої статі у селищі припадало 90,2 чоловіків;  на 100 жінок у віці від 18 років та старших — 86,2 чоловіків також старших 18 років.
Середній дохід на одне домашнє господарство  становив 139 621 долар США (медіана — 93 240), а середній дохід на одну сім'ю — 167 048 доларів (медіана — 122 724). Медіана доходів становила 85 023 долари для чоловіків та 61 070 доларів для жінок. За межею бідності перебувало 4,4 % осіб, у тому числі 5,2 % дітей у віці до 18 років та 4,1 % осіб у віці 65 років та старших.
Цивільне працевлаштоване населення становило 20 725 осіб. Основні галузі зайнятості: освіта, охорона здоров'я та соціальна допомога — 23,5 %, науковці, спеціалісти, менеджери — 17,0 %, фінанси, страхування та нерухомість — 12,7 %, роздрібна торгівля — 9,9 %.